# Karl Hopfner
Karl Hopfner (Monaco di Baviera, 28 agosto 1952) è un dirigente sportivo tedesco, presidente del Bayern Monaco da 2014 a 2016.
In aggiunta al suo ruolo al Bayern Monaco, è nel comitato UEFA per i tornei di club da 2009 a 2015, un membro del consiglio di amministrazione della Deutsche Fußball Liga  da 2010 a 2016. Stato presidente del FC Bayern München da 2014 a 2016.
| Controllo di autorità | VIAF (EN) 7645149844971502960003 · GND (DE) 1135199698 |